# Уэйу
Уэйу́ (фр. Oueilloux, окс. Uelhons) — коммуна во Франции, находится в регионе Юг — Пиренеи. Департамент — Верхние Пиренеи. Входит в состав кантона Турне. Округ коммуны — Тарб.
Код INSEE коммуны — 65346.

## География
Коммуна расположена приблизительно в 660 км к югу от Парижа, в 115 км юго-западнее Тулузы, в 11 км к юго-востоку от Тарба.
На западе коммуны протекает река Аррет-Дарре.

## Климат
Климат умеренно-океанический с солнечной тёплой погодой и обильными осадками на протяжении практически всего года.

## Население
Население коммуны на 2010 год составляло 160 человек.
| 1962 | 1968 | 1975 | 1982 | 1990 | 1999 | 2010 |
| ---- | ---- | ---- | ---- | ---- | ---- | ---- |
| 128  | 119  | 120  | 105  | 121  | 123  | 160  |

## Администрация
| Период | Период | Фамилия      | Партия                   | Примечания |
| ------ | ------ | ------------ | ------------------------ | ---------- |
| 2001   | 2020   | Даниэль Борд | Радикальная левая партия |            |

## Экономика
В 2010 году среди 100 человек трудоспособного возраста (15-64 лет) 80 были экономически активными, 20 — неактивными (показатель активности — 80,0 %, в 1999 году было 71,4 %). Из 80 активных жителей работали 77 человек (43 мужчины и 34 женщины), безработных было 3 (1 мужчина и 2 женщины). Среди 20 неактивных 5 человек были учениками или студентами, 9 — пенсионерами, 6 были неактивными по другим причинам.